# Rola-de-peito-rosa
A rola-de-peito-rosa (Streptopelia lugens) é uma espécie de ave da família Columbidae.
Pode ser encontrada nos seguintes países: Burundi, República Democrática do Congo, Eritreia, Etiópia, Quénia, Malawi, Ruanda, Arábia Saudita, Somália, Sudão, Tanzânia, Uganda, Iémen e Zâmbia.